# Actinernus nobilis
Actinernus nobilis är en havsanemonart som beskrevs av Addison Emery Verrill 1879. Actinernus nobilis ingår i släktet Actinernus och familjen Actinernidae. Inga underarter finns listade i Catalogue of Life.